# Зірка+Зірка
«Зірка+Зірка» — телевізійний проєкт українського телеканалу 1+1, в якому 14 знаменитостей виступають у парах з відомими співаками. Серед учасників — актори кіно і театру, спортсмени, моделі, телеведучі та зірки естради. У першому сезоні розважального шоу взяло участь 28 українських та російських зірок, які були поділені на пари, щоб вибороти звання найспівочіших.

## Історія проєкту
У 2010 році телеканал 1+1 придбав у шведської компанії «Zodiak TELEVISION» популярний розважальний формат «Stars On Stage». В українському варіанті шоу отримало назву «Зірка+Зірка», а взяти в ньому участь запросили не тільки українських, але й російських артистів. В журі шоу були: Потап, Вєрка Сердючка, Лайма Вайкуле, Ігор Ліхута. Ведучими розважального шоу «Зірка+Зірка» стали Юрій Горбунов та Наталя Могилевська.
В лютому 2011 року стартував другий сезон шоу. Ведучими стали Юрій Горбунов та пара Василіса Фролова й Іван Дорн. Замінено склад журі: Потап, Вєрка Сердючка, Лайма Вайкуле та Руслана Писанка.
| Сезон    | Переможці        | Переможці      | Ведучі                                   | Судді           | Судді | Судді         | Судді          |
| -------- | ---------------- | -------------- | ---------------------------------------- | --------------- | ----- | ------------- | -------------- |
| 1 (2010) | Василіса Фролова | Іван Дорн      | Юрій Горбунов Наталія Могилевська        | Ігор Ліхута     | Потап | Лайма Вайкуле | Андрій Данилко |
| 2 (2011) | Євген Нікішин    | Стас Костюшкін | Юрій Горбунов Василіса Фролова Іван Дорн | Руслана Писанка | Потап | Лайма Вайкуле | Андрій Данилко |

## Сезон 1.

### Пари-учасники

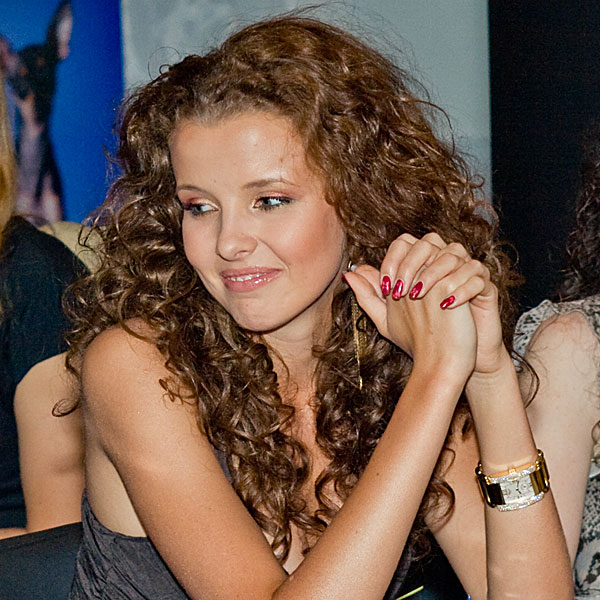
Інна Цимбалюк — учасниця розважального шоу «Зірка+Зірка», співає в парі з російським співаком Олександром Буйновим

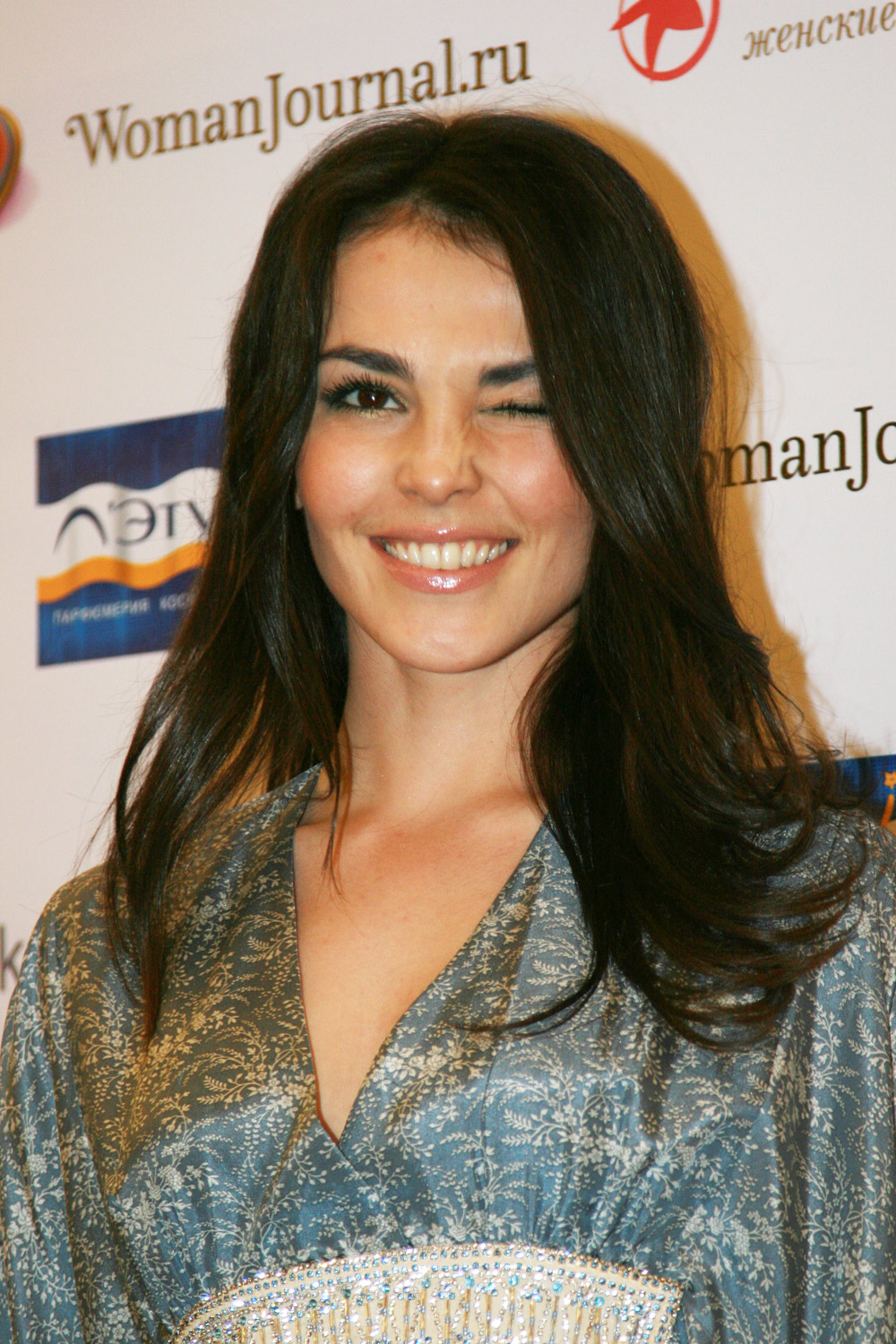
Саті Казанова — російська співачка кабардинського походження, учасниця розважального шоу «Зірка+Зірка», співає в парі з російським актором Олексієм Паніним

Пара 1
- Настя Каменських — співачка.
- Марія Берсенєва — російська акторка.

Пара 2
- Валерій Харчишин — український рок-музикант. Лідер рок-гурту «Друга Ріка».
- Ольга Будіна — російська акторка театру і кіно.

Пара 3
- Гарік Кричевський — український автор-виконавець пісень у стилі російського шансону, Заслужений артист України.
- Сергій Писаренко — чемпіон вищої ліги КВН, актор.

Пара 4
- → Олександр Буйнов — радянський і російський співак, клавішник, автор пісень, шоумен.
- Інна Цимбалюк — Міс Україна — Всесвіт-2006, фотомодель, телеведуча, акторка.

Пара 5
- Іван Дорн — співак. Народився в російському місті Челябінськ, пізніше сім’я переїхала в місто Славутич Чернігівської області.
- Василіса Фролова — українська телеведуча.

Пара 6
- Руслана Писанка — українська акторка, телеведуча.
- Володимир Гришко — український співак та громадсько-політичний діяч.

Пара 7
- Олена Перова — російська акторка, співачка та ведуча.
- Георгій Хостікоєв — актор.

Пара 8
- Віктор Бронюк — соліст українського музичного гурту ТіК.
- Анна Семенович —російська фігуристка, акторка, телеведуча і естрадна співачка, колишня солістка гурту «Блестящие».

Пара 9
- Анна Сєдокова — українська поп-співачка російського походження, телеведуча.
- Віктор Логінов — російський актор і телеведучий.

Пара 10
- Олег Скрипка — український музикант, вокаліст, композитор, лідер гурту «Воплі Відоплясова».
- Олена Шоптенко — українська танцівниця.

Пара 11
- Ірина Білик — українська співачка, заслужена артистка України з 1996, народна артистка України (2008).
- Сергій Звєрєв — російський перукар, дизайнер зачісок, візажист, стиліст, чемпіон світу з перукарського мистецтва, а також співак, шоу-мен

Пара 12
- ВІА Гра — популярний український музичний вокальний гурт.
- Сергій Астахов — російський актор театру і кіно.

Пара 13
- Дар'я Астаф'єва — українська модель і співачка.
- Ігор Вєрник — російський актор театру і кіно.

Пара 14
- Саті Казанова — російська співачка кабардинського походження, колишня солістка російської жіночої групи «Фабрика».
- Олексій Панін — російський актор театру і кіно.

## Сезон 2.

### Пари-учасники
Пара 1
- Олеся Железняк
- Надя Дорофєєва

Пара 2
- Олександр Рибак
- Катерина Кузнєцова

Пара 3
- Леонід Агутін
- Тетяна Лазарєва

Пара 4
- НеАнгели
- Сергій Горобченко

Пара 5
- Ольга Полякова
- Георгій Делієв

Пара 6
- Віктор Логінов
- Анна Сєдокова

Пара 7
- Станіслав Костюшкін
- Євген Нікішин

Пара 8
- Денис Рожков
- Lama

Пара 9
- → Андрій Соколов
- Каша Сальцова

Пара 10
- Фагот
- Тала Калатай

Пара 11
- Віталій Козловський
- Дана Борисова

Пара 12
- Кирило Андрієв
- Олена Воробей

Пара 13
- Оскар Кучера
- Анастасія Стоцька

Пара 14
- Надія Дорофєєва
- Віктор Логінов

## Рейтинги
Прем'єра шоу «Зірка+зірка» взяла рейтинг 7,27%, частку — 22,9%, аудиторії віком від 18 до 54 років (дані наведено компанією Gfk Ukraine). У містах з населенням понад 50 тисяч показники дещо нижчі — рейтинг 6,79%, частка 21,86%.
Таким чином телеканал за аудиторією 18-54 не лише здобув першість у слоті 21.20-23.40, в якому виходило шоу, а й став лідером  за середньодобовим показником: частка «Плюсів» 20 вересня склала 14,73% за панеллю «Вся Україна» та 13,25% за містами з населенням «50 тис.+».